# 7기 ⓝ016배 배달왕기전
7기 ⓝ016배 배달왕기전 배달왕기전은 한국경제신문, 한국통신프리텔(舊 한국통신, 현 kt)가 주최 및 후원하는 한국기원 소속 전문기사로 참가한 국내 기전이다. 도전 5번기 에서는 전기 6기 우승자 및 배달왕 유창혁 九단이 4기 우승자 조훈현 九단단을 3:0로 꺾고 완봉승하며 우승을 차지하며 통산 2연패를 달성했다. 

### 참가자격
- 한국기원 소속 전문기사

### 대국방법
- 제한시간 : 예선 및 본선 3시간 ,도전자결정전 4시간, 도전 5번기 5시간
- 덤 : 5집반(0.5집승)

## 대국 결과
| 대진               | 연도   | 대국일자  | 승자        | 패자            | 결과             | 기보 |
| ------------------ | ------ | --------- | ----------- | --------------- | ---------------- | ---- |
| 16강전             | 1999년 | 6월 16일  | 김영환 五단 | 이상훈(大) 五단 | 266수 백 6집반승 |      |
| 16강전             | 1999년 | 6월 25일  | 조한승 三단 | 목진석 四단     | 241수 백 반집승  |      |
| 16강전             | 1999년 | 7월 5일   | 조훈현 九단 | 허장회 九단     | 148수 백 불계승  |      |
| 16강전             | 1999년 | 7월 8일   | 김만수 四단 | 윤기현 九단     | 249수 흑 반집승  |      |
| 16강전             | 1999년 | 7월 9일   | 서봉수 九단 | 양재호 九단     | 250수 흑 5집반승 |      |
| 16강전             | 1999년 | 7월 20일  | 장수영 九단 | 이성재 五단     | 309수 흑 1집반승 |      |
| 16강전             | 1999년 | 7월 21일  | 최명훈 七단 | 이창호 九단     | 243수 흑 5집반승 |      |
| 16강전             | 1999년 | 8월 6일   | 안조영 五단 | 이희성 二단     | 195수 흑 불계승  |      |
| 8강전              | 1999년 | 8월 12일  | 최명훈 七단 | 김만수 四단     | 263수 흑 5집반승 |      |
| 8강전              | 1999년 | 8월 16일  | 김영환 五단 | 조한승 三단     | 352수 백 6집반승 |      |
| 8강전              | 1999년 | 8월 20일  | 조훈현 九단 | 안조영 五단     | 198수 백 불계승  |      |
| 8강전              | 1999년 | 9월 14일  | 서봉수 九단 | 장수영 九단     | 196수 백 불계승  |      |
| 준결승전           | 1999년 | 9월 17일  | 조훈현 九단 | 최명훈 七단     | 267수 흑 2집반승 |      |
| 준결승전           | 1999년 | 9월 27일  | 김영환 五단 | 서봉수 九단     | 321수 백 반집승  |      |
| 도전자결정전 제1국 | 1999년 | 9월 30일  | 조훈현 九단 | 김영환 五단     | 139수 흑 불계승  |      |
| 도전자결정전 제2국 | 1999년 | 10월 21일 | 조훈현 九단 | 김영환 五단     | 282수 백 4집반승 |      |
| 도전자결정전 제3국 | 1999년 | 10월 일   |             |                 |                  |      |
| 도전 1국           | 1999년 | 11월 11일 | 유창혁 九단 | 조훈현 九단     | 289수 백 3집반승 |      |
| 도전 2국           | 1999년 | 11월 18일 | 유창혁 九단 | 조훈현 九단     | 293수 흑 3집반승 |      |
| 도전 3국           | 1999년 | 11월 29일 | 유창혁 九단 | 조훈현 九단     | 261수 백 7집반승 |      |
| 도전 4국           | 1999년 | 월 일     |             |                 |                  |      |
| 도전 5국           | 1999년 | 월 일     |             |                 |                  |      |